# Belladonna
Belladonna er en dansk dramafilm fra 1981, skrevet og instrueret af Jytte Rex.

## Medvirkende
- Ilse Rande
- Bodil Lindorff
- Helle Ryslinge
- Christian Braad Thomsen
- Hans Kragh-Jacobsen
- Henrik Larsen
- Else Petersen
- Solveig Sundborg